# 法然寺 (関市)
法然寺（ほうねんじ）は岐阜県関市伊勢町にある阿弥陀如来を本尊とする浄土宗の寺院で、山号は日陽山。中濃八十八ヶ所霊場7番札所である。
治承年間に法然が現在の関市日ノ出町の保健センターにあった地蔵堂で説法を行ったという由緒から、応永30年（1423年）に法然の8世法孫の聞嶺が開いた。詳細な時期は不明であるが、江戸時代に現在地に移転したとみられる。安永2年（1773年）に尾張曼陀羅寺の末寺となった。
脇堂には大木になった豆で作られたという豆木地蔵が祀られている。

## 文化財

### 関市指定文化財
- 伝・豆木地蔵　鎌倉時代